# Universidad de la Amazonia
La Universidad de la Amazonia es una universidad pública colombiana ubicada en la ciudad de Florencia, capital del departamento del Caquetá, sujeta a inspección y vigilancia por medio de la Ley 1740 de 2014 y la Ley 30 de 1992  del Ministerio de Educación de Colombia. Es una universidad oficial, del orden nacional y su misión, visión, objetivos, funciones y políticas están orientadas a contribuir al desarrollo sostenible de la región amazónica. 
Se conocen plenamente los retos y compromisos, no solo los que se derivan de los estatutos vigentes que tienen que ver con el desarrollo de programas acordes con las particularidades de la región, con la cualificación del talento humano a través de la difusión del conocimiento científico y tecnológico, y con la investigación en la Amazonia, sino los que ha impuesto la Declaración Mundial sobre la Educación Superior en el siglo XXI: Visión y Acción, aprobada por la UNESCO en octubre de 1998. La declaración amplía el horizonte y el quehacer de la Educación Superior para el próximo milenio, en aspectos sobre los cuales ya se trabaja: la acreditación, la cobertura, el acceso a la universidad, la internacionalización, las nuevas tecnologías educativas.

## Historia
La Universidad de la Amazonia en Florencia tiene su origen en el Instituto Tecnológico Universitario Surcolombiano (ITUSCO) cuya sede principal fue la ciudad de Neiva en el Departamento del Huila. Como seccional en Florencia inicia sus actividades en 1971 ofreciendo cuatro programas a nivel tecnológico: Ciencias Sociales, Matemáticas, Contaduría y Topografía. Con la Ley 13 de 1976, ITUSCO se transformó en la Universidad Surcolombiana, en consecuencia el ITUSCO-Florencia se transforma en su seccional, cuyas actividades son orientadas desde tres facultades: Ciencias de la Educación, Ciencias Agropecuarias y Ciencias Contables y Económicas.
En 1982, a través de la ley 60 del 30 de diciembre sancionada por el entonces presidente de la república, Doctor Belisario Betancur Cuartas, la seccional de la Universidad Surcolombiana es transformada en la Universidad de la Amazonia.

## Misión
La Universidad de la Amazonia es una Institución Estatal de Educación Superior del orden nacional, en proceso de mejoramiento continuo para ser reconocida por su alta calidad, el liderazgo de sus docentes, estudiantes y graduados en los sectores público y privado, a través de la investigación, la formación de talento humano, el desarrollo tecnológico y la transferencia de conocimiento a la sociedad, profundizando en todos los ámbitos de la ciencia para contribuir a la formación integral de los estudiantes y el desarrollo sostenible de la Amazonia.

## Visión
En el año 2030, la Universidad de la Amazonia será reconocida nacional e internacionalmente por su alta calidad, acreditada institucionalmente; por su liderazgo en la investigación, el desarrollo tecnológico y la transferencia de conocimiento; por su compromiso con el desarrollo sostenible de la Amazonia y la formación integral de sus estudiantes.

## Programas académicos
- Ciencias Agropecuarias

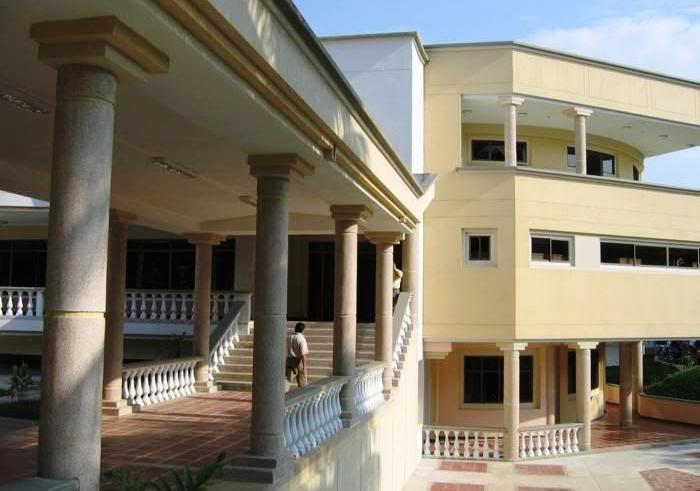
Universidad de la Amazonia en Florencia

  - Medicina Veterinaria y Zootecnia (Acreditación de alta calidad)

- Ciencias Básicas
  - Biología (Acreditación de alta calidad)
  - Química

- Ciencias Humanas
  - Psicología (Registro Calificado)

- Ciencias de la Educación
  - Licenciatura en Educación Básica con énfasis en Ciencias Sociales
  - Licenciatura en Educación Básica con énfasis en Educación Artística
  - Licenciatura en Matemáticas y Física (Acreditación de alta calidad)
  - Licenciatura en Educación Física, Recreación y Deporte (Registro Calificado)
  - Licenciatura en inglés
  - Licenciatura en Lengua Castellana y Literatura
  - Licenciatura en Lingüística y Educación Indígena
  - Licenciatura en Pedagogía Infantil

- Ciencias Contables, Económicas y Administrativas
  - Tecnología en Gestión de Mercados
  - Administración de Empresas
  - Contaduría Pública (En acreditación de alta calidad)
  - Administración (énfasis en Finanzas)

- Derecho y Ciencias Políticas
  - Derecho
  - Tecnología en Criminalística
- Ingeniería
  - Ingeniería Agroecológica
  - Ingeniería de Alimentos
  - Ingeniería de Sistemas(Acreditación de alta calidad, Registro calificado)
  - Tecnología en Informática y Sistemas
  - Tecnología en Desarrollo de Software

## Postgrados
- Especialización en Sistemas Sostenibles de Producción Pecuaria
- Especialización en Pedagogía
- Especialización en Ingeniería de Software (convenio universidad Distrital Francisco José de Caldas)
- Especialización en Formulación y Evaluación de Proyectos
- Especialización en Gerencia Tributaria
- Especialización en Gerencia del Talento Humano
- Especialización en Revisoría fiscal (convenio Universidad Libre de Colombia)
- Maestría en Administración (convenio Universidad del Valle)
- Maestría en Sistemas Sostenibles de Producción
- Maestría en Agroforestería
- Maestría en Ciencias de la Educación
- Maestría en Ciencias Biológicas
- Doctorado en Ciencias Naturales y Desarrollo Sustentable.
- Doctorado en Educación y Cultura Ambiental